# Dworzyska (województwo lubelskie)
Dworzyska – wieś w Polsce, położona w województwie lubelskim, w powiecie krasnostawskim, w gminie Izbica.
W latach 1975–1998 wieś administracyjnie należała do województwa zamojskiego.
Wieś stanowi sołectwo gminy Izbica. Według Narodowego Spisu Powszechnego (III 2011 r.) wieś liczyła  mieszkańców.
Wierni Kościoła rzymskokatolickiego należą do parafii św. Zofii w Tarnogórze.